# Lacònia
|  | Si cercau la unitat perifèrica, vegeu unitat perifèrica de Lacònia |

Lacònia (grec antic: Λακωνική, llatí: Laconica o Laconia), anomenada també Lacedemònia (grec antic: ἡ Λακεδαιμονία γῆ, 'la terra lacedemònia'), fou una regió de l'antiga Grècia situada era la part sud-est del Peloponnès, entre Messènia, l'Argòlida i Arcàdia. Era el territori de la ciutat d'Esparta, anomenada també Lacedèmon, i correspon a l'actual unitat perifèrica de Lacònia.

## Població
Els seus habitants es deien laconis (grec antic: Λακονικοί ο Λακῶνες) o lacedemonis (grec antic: Λακεδαιμόνιοι). Els antics atribuïen el nom de laconis a l'heroi mític Lacó, però més aviat sembla un derivat d'una variant dòrica de λάκκος (lakkos, 'llac' o 'clot', perquè la regió és una depressió entre muntanyes). Pel que fa al nom de lacedemonis, de nou els antics el feien derivar de l'heroi epònim Lacedèmon, però segurament és un compost de Lacònia i el mot demos 'poble', en la seva variant dòrica (δᾶμος, dâmos), o bé del mot dèmon.

## Configuració del territori
Al nord, tenia les muntanyes d'Arcàdia, i d'aquí corrien al sud les de Taíget i el Parnó, que formaven el límit entre Lacònia i Messènia, i acabant al Cap Tènar, que és l'extrem sud de Grècia i de l'Europa continental; a l'est, la costa acabava amb el promontori de Malea. El riu Eurotas (amb el seu tributari l'Enunt, probablement el mateix riu que el Knakion, grec antic: Κνακίων) regava el país. Altres rius del país eren el Tiasa (Τίασα, modern Pandeleímona), el Fèl·lia (Φέλλια), l'Esmenos i l'Esciras. El riu Eurotas el creua un antic pont anomenat xerókampo.

### Ciutats
Les principals ciutats n'eren Esparta, Amicles i Faris, totes molt a prop l'una de l'altra i a la riba del riu Eurotas. Amicles era la principal ciutat abans de la invasió dòrica, i era a uns 4 km d'Esparta; al sud, a pocs quilòmetres, hi havia Faris, que també va ser una ciutat dels aqueus i que ja existia abans dels doris.
Altres poblacions i indrets de Lacònia eren:
| - Al Taíget: - Messapees - Brisees - Lapitèon - Derèon - Harplea - A la vall de l'Eurotas, conformant la Trípolis Lacònica:en - Pel·lana - Belemina - Egis - A la vall de l'Enunt: - Sel·làsia - Càries - Bosc d'Escòtites - Enunt (ciutat que donava nom al riu) - Terapne, part d'Esparta - Districte de l'Escirítida: - Esciros - Èon - Sud de Lacònia: - Cròcees - Ègies - Crànae - Gitíon, el principal port del país. | - Sud de Lacònia, a l'est de Gitíon: - Trinasos, al Cap Tènar - Helos - Acries - Biandina o Biadinúpolis - La plana de Leuca - Pleies - Asopos, abans Ciparíssia - Santuari d'Hipertelèaton - Promontori d'Onúgnat, avui l'illa d'Elafonisos - Boees - Etis - Afrodísies - Side - Nimfeu - El Cap de Màlea - L'illa de Citera - Epidèlion - Epidaure Limera - Zàrax - Cifanta - Pràsies - Gerontres - Màrios - Glípia - Selinunt | - Sud de Lacònia, a l'oest de Gitíon: - Las - Hipsos - El riu Esciras - Egila - Pírric - Teutrone - Cicònia - Psamatunt - Aquil·leos - Tènar, més tard Cenèpolis - Hípola - Messa - Ètilos - Tàlames - Pefnos, antic límit de Messènia - Dins Messènia - Leuctra - Cardàmila - Gerènia - Alagònia |

## Història

### Temps llegendaris
La llegenda fa els lèleges els primitius habitants del Peloponnès. El seu rei Lèlex, va ser succeït pel seu fill Miles, i aquest pel seu fill Eurotas, que va donar nom al riu. No va deixar descendència masculina i el va succeir Lacedèmon o Lacon, fill de Zeus i de Taígete, que es va casar amb Esparta, filla del darrer rei, que va donar el seu nom al poble i el de la seva dona a la ciutat que va fundar. El seu fill Amicles va fundar la ciutat d'Amicles. Després d'això, Lacedemònia fou regida per prínceps aqueus; Esparta va ser la residència de Menelau, germà d'Agamèmnon. A Menelau el va succeir Orestes, que es va casar amb la filla de Menelau, Hermíone; a Orestes, el va succeir el seu fill Tisamen, que regnava quan van arribar els doris sota la direcció dels heraclides (els descendents d'Hèracles). Lacedemònia va ser adjudicada en el repartiment a Eurístenes i Procles, fills bessons d'Aristodem.
La llegenda fa als doris amos immediats de tot el Peloponnès, però en realitat primer van ocupar la Lacònia i finalment la plana d'Esparta. El doris van dividir els territoris en sis districtes: Esparta, reservada per a ells; Amicles, a uns 4 km d'Esparta, que va restar per als aqueus (i per ells fou anomenada Filonomos) i Las, Faris, Egis i una sisena ciutat el nom de la qual no s'ha conservat, que serien governades per virreis i podrien rebre nous ciutadans.
Amicles va ser conquerida poc abans de la Primera guerra messènica pel rei espartà Tèlecle, que també va conquerir Faris i Geronthrae, també ciutats dels aqueus; el seu fill Alcàmenes va conquerir la ciutat d'Helos, a la costa, prop de la desembocadura de l'Eurotas. Encara hi havia altres ciutats aquees que van ser sotmeses per aquesta època, però de les quals no s'ha conservat notícia.
A la meitat del segle viii, els doris d'Esparta ja dominaven tota la Lacònia central; la part oriental era domini d'Argos, que posseïen fins al Cap Malea i l'illa Citera; aquesta part la van conquerir els espartans en una època no coneguda, però segurament entre la meitat del segle VIII i la primera guerra messènica (743 aC a 724 aC).

### Guerres messènies, Cinúria, Arcàdia
L'expansió subsegüent va ser cap a la part oriental, cap a Messènia, on els doris que hi governaven posseïen terres fèrtils. A la primera guerra, va seguir la segona (685 aC a 668 aC), amb la qual van conquerir tota Messènia i els seus habitants, convertits en helotes. El nom de Lacònia es va estendre a tot al sud del Peloponnès, de costa a costa, incloent Messènia.
Les parts altes de les valls de l'Eurotas i l'Enunt, i els districtes de l'Escirítida, la Beleminàtida, la Maleàtida i la Cariàtida, que pertanyien als arcadis, foren conquerits pels espartans i annexionats abans del 600 aC. Quan van intentar passar les muntanyes del nord i sotmetre Tègea, es van trobar amb una forta resistència i, tot i que els tegeans es van declarar tributaris d'Esparta, l'expansió ja s'havia gairebé acabat i els espartans es van retirar amb només aquesta declaració que era força nominal.
El 547 aC, els espartans es van apoderar del districte oriental de Cinúria. En aquest districte hi havia la ciutat d'Anthana. A la frontera de Messènia amb l'Èlida els espartans apareixen dominant Auló.
Els espartans es van dividir en classes: els espartans pròpiament dits, els periecs i els helotes. Els primers eren la classe dirigent; el segons, tot i que persones lliures, no participaven en el govern; i els tercers eren esclaus sense drets, sobretot per als espartans però també per a alguns perioeci. Licurg va dividir el territori de Lacònia entre 9.000 espartans i 30.000 periecs (perioeci).

### Hegemonia tebana i decadència espartana
Les fronteres de Lacedemònia van romandre inalterades durant segles, fins que el 371 aC, derrotats per Epaminondes de Tebes, es va restablir la independència de Messènia i es va fundar la ciutat de Megalòpolis a Arcàdia com una falca en territori espartà (a la vall de l'Eurotas).
Uns anys després, el rei Filip II de Macedònia va transferir alguns districtes a Argos, Arcàdia i Messènia, i en concret a aquesta darrera els districtes al nord del riu Pephnos, que no se sap si els messenis van poder conservar per gaire temps.
Quan s'hi va establir la Lliga Aquea, la influència d'Esparta quasi va desaparèixer; el rei Cleòmenes III va derrotar els aqueus en diverses batalles, però els aqueus van cridar en ajut Antígon Dosó, que va derrotar els espartans en la batalla de Sel·làsia (222 aC) i Esparta no va tardar a caure en mans de tirans; el darrer d'aquests, Nabis, va ser obligat per Tit Quinti Flaminí a lliurar Gitíon i altres ciutats de la costa que havien ajudat els romans i que van ser separades de Lacònia i posades sota protecció de la Lliga Aquea (195 aC), amb la qual cosa els espartans van quedar confinats a la vall on els seus avantpassats s'havien establert, i rodejats d'enemics.

### Dominació romana i separació d'Eleutero-Lacònia
El 188 aC, Esparta va ser ocupada per l'estrateg de la Lliga Aquea, Filopemen, i incorporada a aquesta Lliga; Roma, irritada per l'increment de poder de la lliga, va donar suport al partit nacionalista espartà, però poc després Grècia fou conquerida pels romans i Esparta incorporada com la resta d'estats grecs.
No es coneix si les ciutats aliades de Roma a la costa oriental de Lacònia van ser retornades a l'administració d'Esparta, però el més probable és que formessin una entitat nova: Eleutero-Lacònia, el país dels eleutero-laconis, és a dir, els laconis o lacedemonis lliures.
August va afavorir els espartans i va donar a Esparta la ciutat messènia de Cardàmila i després la de Fares i l'illa de Citera. Durant l'imperi, només era el nom d'una comarca sense entitat política.
A finals del segle iv, el país els gots sota la direcció d'Alaric I (395) van devastar el país, i van ocupar Esparta, però el 396 Estilicó el va aconseguir expulsar.
A partir del segle vi, es van establir a la regió grups d'eslaus que, en el segle vii, dominaven pràcticament Lacònia, que jurídicament romania en mans de l'Imperi Romà d'Orient. No va ser fins al segle VIII que l'emperadriu Irene (797-802) va aconseguir recuperar, de fet, les planes i els que no s'hi van voler sotmetre es van haver de refugiar a les muntanyes.
Els francs van esdevenir senyors del Peloponès al segle xiii i al lloc de l'antiga Esparta encara van trobar una ciutat anomenada Lacedaimonia, que va desaparèixer després del 1248, en què Guillem II d'Acaia va construir una fortalesa a les puntes rocoses de les muntanyes Taygetus, a uns 5 km de l'antiga ciutat, on va establir la seva residència, que es va dir Mistràs, la qual podria haver estat construïda al lloc d'una antiga ciutat identificada amb l'homèrica Messe. Fin a la meitat del segle xix, l'antiga Esparta, centre de Lacònia, no fou reconstruïda al lloc on era antigament, per ordre del govern. Una comarca del Peloponès encara es diu Tsacònia, que és una corrupció de Lacònia.